# 石房有
石房有（英語：Man, Shek Fong Yau，1975年6月24日—），俗稱「大波Man」，祖籍廣東省海豐市，香港激進建制派人士，忠義民團成員，曾擔任香港警察，有「大波Man」、「碌梯Man」、「Running Man」、「墮波Man」、「大肚Man」等稱號。

## 經歷

### 參與區議會選舉
2015年香港區議會選舉，石房有在北區御太選區與兩名建制派政黨工聯會及自由黨的參選人競爭，結果獲得326票，得票率11.16%落敗，該區議席最終由工聯會曾勁聰奪得。

### 向黃洋達下戰書後拒絕作賽
2015年3月22日，石房有向熱血公民創辦人黃洋達下戰書，要求對方與他進行一場拳賽，黃洋達答允。起初石房有提出同年4月在修頓球場舉行一場單場拳賽，惟遭婉拒。其後，石房有自稱已聯絡富德拳館創辦人江富德替其在4月25日安排一場拳賽，並獲對方首肯，但其後江富德回應指未有答應對方，稱石房有說謊。之後，黃洋達宣布在6月7日在九展Star Hall舉行綜合拳賽，但石房有已於4月明確表明不會出席，更指不會替對方「做騷」。黃洋達方面多番邀請石房有出席拳賽，但石房有不為所動。石房有在6月7日拳賽舉行當晚現身會場，購票入場觀戰，現場觀眾起哄，隨即多名觀眾包圍要求其上台，石房有選擇離場。黃洋達認為石房有已多次「走數」，質疑他為何到場後仍拒絕作賽。

### 參與遊行示威
2019年7月6日《逃犯條例》風波期間，石房有出席「光復屯門公園」活動中表示支持警察，遭示威者包圍指責其暴力行為，有人疑扯甩其他示威者的口罩，其後因涉嫌襲擊而被帶上警車。7月7日，石房有所屬的「忠義民團」聲稱會在7月7日九龍遊行中「搞事」，最後未出席。

### 2019年7月在深水埗區議會叫囂及打斷會議
2019年7月19日，香港深水埗區議會開會，包括石房有在內的「忠義民團」成員突然在旁聽區叫囂，打斷會議進行，有人高呼「反對區議會政治化」、「垃圾」、「暴徒」、「反暴力保民生」、「支持警察嚴正執法」等。除了民主派議員成為指罵目標外，建制派的民建聯鄭泳舜也被叫囂人士「誤傷」。叫囂人士疑似誤以為自己身在立法會，大罵：「立法會每一日收咁多銀紙，你每一個月（收）10幾萬嚟破壞我哋市民嘅生活（立法會每一天收那麼多錢，你們一個月收10多萬月薪破壞我們市民的生活）」。有民主派議員隨即反駁，指出會內在場的只有鄭泳舜議員，場面一度尷尬，在場的鄭泳舜本人也不禁搖頭苦笑。會議在叫囂人士滋擾下最終被腰斬，有人又在會後與區議員口角，並多次向議員吐口水，警員後來到場調停。

### 2019年12月號召「愛中國護港大集會」演變成記者被襲擊
2019年香港區議會選舉建制派遭遇大敗，石房有於12月7日號召支持者於灣仔港灣道花園舉行「愛中國護港大集會」，得到香港政研會鄧德成、華記茶餐廳東主楊官華等出席支持。會上痛斥選舉不公，要求重新計票，又牽拖「區議員參選人的學歷及門檻太低，認為港府應重新檢討法令」。期間有浸會大學學生會編輯委員會、無綫新聞、香港01及大公報的記者被集會人士襲擊及包圍。

### 2020年1月在中西區區議會叫囂
於2020年1月16日一次中西區議會會議當中，會內討論涉及警方的問題。民主派議員包括甘乃威，黃永志及梁晃維追問警務處處長鄧炳強有關警察執法爭議的問題，大批在場人士，包括石房有等不斷叫喊口號，又在鄧炳強發言後拍掌，最終多人被區議會主席鄭麗琼驅逐離場。

### 支持富臨集團拖欠薪金
富臨集團被指控以無薪假之名，迫使工友無限期停薪留職。協助工友的飲食及酒店業職工總會及民協區議員楊彧和何啟明，於5月10日連同數名工友前往富臨皇宮美孚分店抗議。現場發生推撞，石房有當時亦在場叫囂，在場人士問石是否老闆欠薪就是正確，石房有回答「係」，最後石房有獲警察如其私人保鑣一樣護送離開，職工盟組織幹事林小薇及草根行動媒體記者則被拘捕。

### 到英國駐港總領事館請願
2020年6月初，英國外相藍韜文公開表示有意放寬英國國民（海外）護照（BNO）持有人的居留期限後，石房有聯同公民力量發言人林宇星和曾唱撐警歌《警方努力地耕耘》的「高Sir」高松傑等人，到英國駐港總領事館前撕毁BNO及朗讀「我是中國人」聲明，批評英方干預中國內政。他表示自己曾受到英國殖民地政府欺凌，認為英國修改BNO居留期限是「純粹嘅政治干預」，表明不會續領。媒體拍攝到他們手持的BNO早已過期，並已被剪角。

### 騷擾參加民主派初選人士的拉票街站
2020年7月11日傍晚6時許，在民主派初選當日，前香港眾志秘書長黃之鋒在太古康怡廣場外為袁嘉蔚拉票期間，石房有現身踩場，手持電話拍攝並指罵黃之鋒為「漢奸走狗」，又引述之前已被多方證明不實的假新聞，指對方剛剛才「拎2,000萬買樓」。擾攘約10分鐘後，在場人士指罵石房有，其後自行離開現場。